# Paulo Morais
Paulo Sergio França Morais (ur. 23 sierpnia 1972) – angolski strzelec, pierwszy reprezentant Angoli w strzelectwie na igrzyskach olimpijskich. Jeden z dwóch strzelców-olimpijczyków ze swojego kraju (po nim na igrzyskach startował tylko João Paulo de Silva). 
Reprezentował Angolę na igrzyskach olimpijskich w 1996 roku (Atlanta). Startował w eliminacjach w trapie, w których zajął 45. pozycję ex aequo z trzema zawodnikami i nie awansował do części finałowej.
W 1997 roku, na mistrzostwach Afryki w Bloemfontein, zajął 14. miejsce w trapie – zdobył wówczas 107 punktów 125 możliwych.

## Wyniki olimpijskie
| Igrzyska | Konkurencja         | Wynik                                                                         | Miejsce     | Źródło |
| -------- | ------------------- | ----------------------------------------------------------------------------- | ----------- | ------ |
| IO 1996  | Trap (125 strzałów) | Kwalifikacje (nie awansował do części finałowej) 115 punktów (23-25-22-23-22) | 45T (na 58) | [ 1 ]  |